# チチェスター・グッドウッド空港
チチェスター・グッドウッド空港（チチェスター・グッドウッドくうこう、 英語: Chichester/Goodwood Airport, IATA: QUG /ICAO: EGHR）は、イングランド南東部チチェスターの空港である。旅客定期便は就航しておらず、制度上は「空港」であるが、通常は、Goodwood Airfield や Goodwood Aerodrome （いずれも「グッドウッド飛行場」の意）などと呼ばれることが多い。
ウェスト・サセックス州チチェスター市街地の北北東1.7マイル（2.8 km）に位置している。
英国民間航空安全庁 CAAから通常免許（P781）が交付されており、旅客便の運行と、免許を受けている Goodwood Road Racing Company Ltd による航空機操縦免許の教習が認められている。

## 戦時下
第二次世界大戦の際に、英国空軍が、近くのタングミア空軍基地の飛行機の緊急着陸用に滑走路を設けたのが起源である。敷地は、ウェストハムネット農場の跡地で、グッドウッド・エステートの一部である。当時はウェストハムネット空軍基地と呼ばれていた。

### 英国空軍による利用
当時は、戦闘機飛行隊2個（第156、第602）が置かれていた。

### 米国空軍による利用
ウェストハムネット空軍基地は、アメリカ陸軍航空軍第8軍団も戦闘機飛行隊の基地として利用していた。第31航空隊に所属する第308および第309戦闘機飛行隊は、スーパーマリン スピットファイアVを擁し、1942年7月27日以降、Atcham と High Ercall の空軍基地から当地へ移動した。
第31航空隊は、1942年9月10日に初めて英国空軍とともに出撃し、10月下旬まで出撃したが、その後、英国を離れてジブラルタルへ向かい、第12空軍とともに、北アフリカ、イタリアを転戦した。

## 戦後
戦後、基地は廃止されて、飛行場はグッドウッド・エステートに返還された。1948年からは、 滑走路の周りを周回するコースで自動車やバイクのレースが行なわれるようになり「グッドウッド・サーキット」として知られるようになった。これは、当時グッドウッド・エステートのオーナーであった、リッチモンド公爵フレデリック・ゴードン=レノックスが、自動車好きであったことが背景にある。リッチモンド公は、1960年代まで自動車レースを盛んに支援した。
今日では、この飛行場は、航空機操縦免許を取るための大規模な学校となっており、数多くの歴史的な飛行機が置かれている。